# Bruno Cesari
Bruno Cesari (Marcas, 24 de outubro de 1933 — Pésaro, 30 de janeiro de 2004) é um diretor de arte italiano. Venceu o Oscar de melhor direção de arte na edição de 1988 por The Last Emperor, ao lado de Ferdinando Scarfiotti e Osvaldo Desideri.